# Nils Oderstam
Nils Herman Oderstam, född 4 maj 1912 i Oderljunga församling, Kristianstads län, död 20 december 2001 i Brämaregårdens församling, Göteborg, var en svensk präst.

## Biografi
Nils Oderstam föddes som son till lantbrukaren Sven Nilsson och dennes hustru Anna, född Andreasson. Han avlade teol.kand.-examen vid Lund och prästvigdes år 1939. Han blev kyrkoadjunkt i Ärtemarks församling 1940, predikant i Sankt Johanneskyrkan i Göteborg 1944, komminister i Haga församling i Göteborg 1953, kyrkoherde i Örgryte församling 1958 och kontraktsprost i Nylöse kontrakt 1970. Han var styrelseledamot av Göteborgs kyrkliga sjömansvård från 1944 och Kjellbergska flickskolans donation. Han var under åren 1945–1958 ordförande i KFUM i Göteborg, samt i Göteborgs kyrkonämnd från 1962.
Oderstam var från 1940 gift med Brita Tornberg, född 1917, som var dotter till läkaren Axel Tornberg och dennes hustru Rut, född Ahlborn. Han är gravsatt på Örgryte nya kyrkogård.
Nils Oderstams gångstig mellan Örgryte församlingshem och Örgryte Kyrkogata i stadsdelen Bö är sedan år 2007 uppkallad efter Nils Oderstam.